# Elsa M. Garmire
Elsa Meints Garmire (* 9. November 1939 in Buffalo, New York, USA) ist eine US-amerikanische Physikerin und Hochschullehrerin. Sie leistete Pionierarbeit in der Lasertechnologie, war 21 Jahre lang Professorin an der Thayer School of Engineering am Dartmouth College, 20 Jahre lang Direktorin des Center for Laser Studies an der University of Southern California und Präsidentin der Optical Society of America.

## Leben und Werk
Garmire war die Tochter eines promovierten Chemieingenieurs und hatte zwei Schwestern. Sie studierte am Radcliffe College, einer ehemaligen Partnerschule des Harvard College, an dem Frauen nicht studieren durften. Sie erwarb 1961 ihren Bachelor-Abschluss in Physik als eine von drei Frauen, die damals dort Physik studierten. Als einzige Schülerin des Nobelpreisträgers Charles Townes forschte sie danach am MIT und promovierte dort 1969 mit der Dissertation: Investigation of Simulated Raman Emission.
Nach ihrer Promotion forschte Garmire bis 1973 als Senior Research Fellow an dem California Institute of Technology und dann bis 1978 als Senior Research Scientist am Center for Laser Studies an der University of Southern California. Dort wurde sie 1975 William Hogue Professor of Electrical Engineering, Professor of Physics und Director of the Center for Laser Studies. Nach 20 Jahren Tätigkeit an der University of Southern California wechselte Garmire 1995 an das Dartmouth College, wo sie zwei Jahre als erste Dekanin der Thayer School of Engineering tätig war. Sie war dort bis zu ihrer Emeritierung im Jahr 2016 Sydney E. Junkins Professor of Engineering.
Als Doktorandin bei Charles Townes am MIT demonstrierte Garmire wichtige nichtlineare Effekte, die durch starke Laserstrahlen erzeugt werden, die auf Atome und Moleküle einwirken. Während ihrer Karriere konzentrierte sich Garmires Forschung auf eine Reihe von Themen, von nichtlinearer Optik bis hin zu Quantenelektronik.
Als Autorin von über 250 Fachartikeln und Inhaberin von neun Patenten hat Garmire mehr als 30 Doktoranden betreut. Sie war Fulbright Senior Lecturer und Gastdozentin in Japan, Australien, Deutschland und China. Sie war Vorsitzende des National Science Foundation Advisory Committee on Engineering Technology und des Air Force Science Advisory Board. Sie war Vorstandsmitglied von fünf Fachzeitschriften, hat eine Reihe von Konferenzen organisiert und Führungspositionen in der National Academy of Engineering, der IEEE Lasers and Electro-Optics Society (LEOS), der American Physical Society (APS) und der OSA innegehabt und war als Vertreterin der International Commission for Optics tätig.
Sie war von 1983 bis 1985 Vorstandsmitglied der Optical Society of America (OSA) und wurde 1991 zur Vizepräsidentin gewählt. Sie war 1993 Präsidentin der Gesellschaft und war in vielen Ausschüssen aktiv. 2019 wurde sie zum Ehrenmitglied der Gesellschaft ernannt.

## Arbeit mit Laserkunst
Im Sommer 1968 trat Garmire in die Organisation Experiments in Art and Technology ein und war Teil des Teams, das den größten halbkugelförmigen Spiegel aller Zeiten für den Pepsi-Pavillon auf der Expo ’70 in Osaka und später die Laserlichtshow geschaffen hat.
Im November 1970 lernte sie den Filmemacher Ivan Dryer kennen, mit dem sie im Januar 1973 das Unternehmen Laser Images Inc. gründete, in dem sie kurzzeitig Präsidentin wurde. Das Unternehmen verwendete Laser für Konzerte und Sonderveranstaltungen und die erste Laserium-Show fand am 19. November 1973 statt.

## Auszeichnungen und Ehrungen (Auswahl)
- 1980: Fellow und Life Member des Institute of Electronics and Electrical Engineers
- 1981: Fellow der OSA
- 1989: Life Member der National Academy of Engineering
- 1994: Achievement Award und Fellow der Society of Women Engineers
- 1994: Fellow der American Physical Society
- 2019: Honorary Member der OSA
- 2004: National Associate of the National Academies
- Fulbright-Stipendiatin
- Ehrenmitglied von Phi Beta Kappa

## Mitgliedschaften (Auswahl)
- 1996: American Academy of Arts and Sciences
- 2014: Gründungsmitglied der National Academy of Inventors (NAI)

## Veröffentlichungen (Auswahl)
- mit P. Heinz: Integrated Optics. Springer, 1975, ISBN 978-3-662-43209-9.
- Optical vibration detection with a photoconductance monitoring array. Applied Physics Letters 84 (16), 2014, S. 3196–3198.
- mit A. K. Abeeluck, P. Heinz: Speed enhancement in a photorefractive multiple quantum well modulator by pulsed illumination. Appl. Phys. Lett. 79, (3), 2001, S. 311–313.
- mit A. R. Kost, M. H. Jupina, T. C. Hasenberg: Wavelength dependence of combined local and carrier transport optical nonlinearities in a hetero n-i-p-i structure". J. of Appl. Phys. 99 (2),2006.
- mit D. Koehler, A.R. Kost, D. Yap, E.P. Docter, T.C. Hasenberg: Design and measurement of a multiple quantum well nipi wavguide modulator for optoelectronic integrated circuits. SIEEE J. Quantum Electron 32, 1996, S. 1029–1038.